# 自由の日 (ベラルーシ)
自由の日とは、ベラルーシの非公式の祝日である。ベラルーシ国内のアレクサンドル・ルカシェンコ政権の反対派、国外のベラルーシ系移民によって、1918年3月25日のベラルーシ人民共和国の建国を記念して祝われる。
1920年代初頭から、3月25日はベラルーシの独立運動団体によって独立記念日として祝われている。各地のベラルーシ系移民はこの記念日を祝っている。アメリカ合衆国では、伝統的に毎年3月25日に知事と大統領がベラルーシ系アメリカ人コミュニティに対して公的な挨拶を発する。
ベラルーシ政府は、ベラルーシ人民共和国は1918年にベラルーシを占領していたドイツ人によって建国されたという理由で、この祝日を承認していない。また、自由の日の祝典は、ルカシェンコ政権への抗議の場にもなっている。1990年代には自由の日の集会に数万人が集まったが、参加者は減少している。
ウクライナでの騒乱が起きた2014年には、国営のメディアは自由の日の祭典をウクライナでの混乱と結びつけて動乱を抑止する報道を行い、政府は祭典の参加者をナチスの後継者と非難した。ベラルーシ人民共和国100周年を記念する2018年の自由の日では、ミンスク市内のボリショイ広場で政府公認の祝典が開かれた一方、野党の政治家、人権活動家、ジャーナリストが拘束された。